# Catriona
Catriona ist ein weiblicher Vorname. Er ist eine Variante des Namens Katharina.
Im Irischen bzw. im Schottisch-Gälischen vorkommende Schreibweisen sind Caitríona bzw. Caitrìona.

## Bekannte Namensträgerinnen
- Caitríona Balfe (* 1979), irisches Model und Schauspielerin
- Catriona Bisset (* 1994), australische Mittelstreckenläuferin
- Catriona Fallon (* 1970), US-amerikanische Ruderin
- Catriona Laing, britische Diplomatin, seit 2023 UN-Sonderbeauftragte für Somalia
- Catriona LeMay Doan (* 1970), kanadische Eisschnellläuferin
- Catriona MacColl (* 1954), britische Schauspielerin
- Catriona Morrison (* 1977), schottische Duathletin und Triathletin
- Catriona Morison (* 1986), schottische Mezzosopranistin